# ペルシアンズ
ペルシアンズ（PERSIANS）は、日本のロックバンド。

## メンバー
浅原パンダ
ボーカル、ギター担当。バンドのリーダー。
imo magic orchestra
ギター担当。バンド「imo magic orchestra」のリーダ―としても活動中。
Keisuke Higuchi
ベース担当。
ナトリーダー
ドラム担当。各方面サポートとしても活躍。
GONZO
パーカッション担当。
三菱鉄郎
邪魔担当。PCマニピュレーターでもある。バンド「カタカナ」でも活動中。
kazuma morrison
ギター担当。darräz、Sýnaeinn、WINDOWZでも活動中。

## 概要
「人数変動制実験型パーティバンド」がコンセプトの、日本のインディーズバンド。2016年12月現在、ビート武田（ボーカル、ギター）、imo magic orchestra（ギター）、Keisuke Higuchi（ベース）、ナトリーダー（ドラム）の4人を最小単位として、ライヴでは4～7人で演奏を行う。
音楽性は、民族音楽、ノイズ、グリッチ、アンビエント、シンセポップ、ポエトリーリーディング、デスメタルなどの多様なソースのもとにある。
「ステージで30分ストロボを点滅させ続け視覚的なトランスを誘発する」「CDの収録限界ぎりぎりの70分超の曲を作成し『シングル』として発表する」など、実験的な試みが多い点も特徴である。

## 略歴

### 2015年
2月、池袋のスタジオにおいて、他のバンドのベーシストであったVo.ビート武田と、サポートPCマニピュレーターである三菱哲郎が出会う。
4月、酔って遊んでいる中で、彼らは現在のペルシアンズの代表曲とある『小嶋さん』を五分で作曲。当初はビート武田が弾き語りでプレイしており、各界で賞賛を受けていた。
11月、ビート武田はそれまで在籍していたバンド「THE君に話すよ」を脱退。「THE君に話すよ」として出演予定だったカタカナとのライブに、当時のメンバー等を加えて「ビート武田とそのバンド」として出演。
このライブの前日に、みずすましの水上音楽堂でのライブにおいて初めて出会ったはせがわだいに、この様子を記録してもらう。それ以降、第一回のライブにおいてサポートだったメンバーが本メンバーとなった形で、imo magic orchestra(Gt.)Keisuke Higuchi(Ba.)が加入、さらにナトリーダー(Dr.)も加入し、四人体制での活動を始める。

### 2016年
パーカッションのゴンゾ、邪魔とPCマニピュレーターとして三菱鉄郎、ギターのkazuma morrisonが加入。
年末、ビート武田は死に、浅原パンダとして生まれ変わった。

### 2017年
ペルシアンズは進化し続けている

## エピソード
ビート武田が「小嶋さん」などの曲で使用するアコースティックギターには、大森靖子、ピエール中野のサインがある。これは大森靖子が自身のファンクラブ会員のために行っているイベント「大森靖子実験室」に、ビート武田が出演した際にサインしてもらったもの。しかし実はこのギターはimo magic orchestraのものであり、ビート武田は借用している。

## ディスコグラフィー
|                | 発売日         | タイトル                 | 規格品番 | 収録曲                                                                           | 備考 |
| -------------- | -------------- | ------------------------ | -------- | -------------------------------------------------------------------------------- | --- |
| Sound Track EP | 2016年10月2日  | Good Vibration Very Good |          | 1. Good Vibration Very Good(Full Length) 2. Good Vibration Very Good(Radio Edit) | ペルシアンズの楽曲「Good Vibration Very Good」を総勢13人ものリミキサーが再構築したものをつなげて1トラックとした、70分以上に及ぶシングル。 |
|                | 2016年12月26日 | Warp Zone                |          | 1. 何かが通り過ぎる音 2. 何かが通り過ぎる音 3. 巨大な何かが通る音                | |